# Großer Hermannsberg
Der Große Hermannsberg ist ein 867 m ü. NHN hoher Berg südlich des Thüringer-Wald-Hauptkamms (Landkreis Schmalkalden-Meiningen, Deutschland).

## Geschichte
Der Berg wurde Mitte der 2000er Jahre von Ernst-Detlef Schulze mit einem 180 ha großen Gelände von der BVVG erworben.

## Lage und Umgebung
Im Norden liegt direkt unterhalb des Berges der Ort Oberschönau mit dem sich anschließenden Kanzlersgrund. Dahinter befindet sich der Hauptkamm des Thüringer Walds mit dem Rennsteig, vorgelagert sind die Berge Hohe Möst und Hoher Stein. Im Südwesten liegt Bermbach, im Südosten Zella-Mehlis und im Osten Oberhof.

## Routen zum Gipfel
- Von Oberschönau oder vom Kanzlersgrund über die Ski- und Wanderhütte Oberschönau, vorbei am Hochplateau des Kleinen Hermannsbergs. Von der südlich des Bergs gelegenen Fuhrmannswiese führt nun ein Weg steil nach oben zum nördlichen Aussichtsfelsen mit einer Schutzhütte. Von dieser Hütte aus läuft ein Pfad nach Süden zum Hauptgipfel und dem Aussichtsfelsen. Als Rückweg kann man von der Fuhrmannswiese den Weg auf der Nordseite des Berges benutzen, der wieder an der Ski- und Wanderhütte herauskommt.
- Vom Wanderparkplatz am Knüllfeld dem Weg Richtung Ruppberg folgend, dann schräg über die Fuhrmannswiese und weiter wie oben.

## Gipfel-Beschreibung

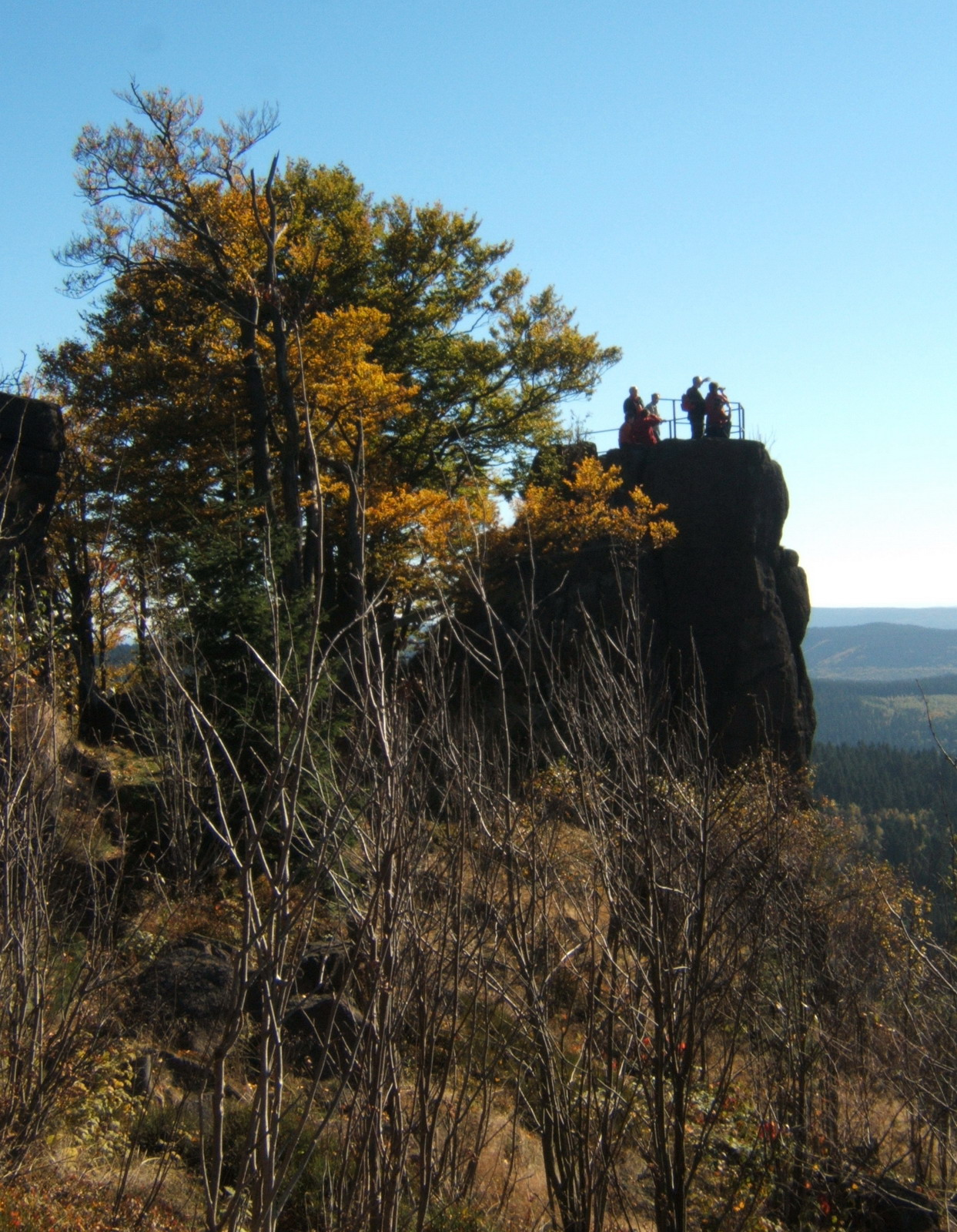
Der Hauptfelsen

Vom nördlichen Aussichtsfelsen kommend, führt der Pfad unterhalb des Gipfels entlang, der laut einer Aufschrift eigentlich 873 Meter hoch sein soll. Vom Pfad aus bietet sich ein weiter Ausblick in die Rhön. Weiter Richtung Aussichtsfelsen bietet sich links an einem kleinen Felsen ein Blick Richtung Osten (siehe Foto unten). Der eigentliche Aussichtsfelsen ist über in den Felsen gehauene Stufen und ein Sicherungsseil zu erklettern, die Oberseite ist durch ein Geländer gesichert. An diesem Felsen steht auch die in allen Karten zu findende Höhenangabe 867 Meter.

### Aussicht
- Norden

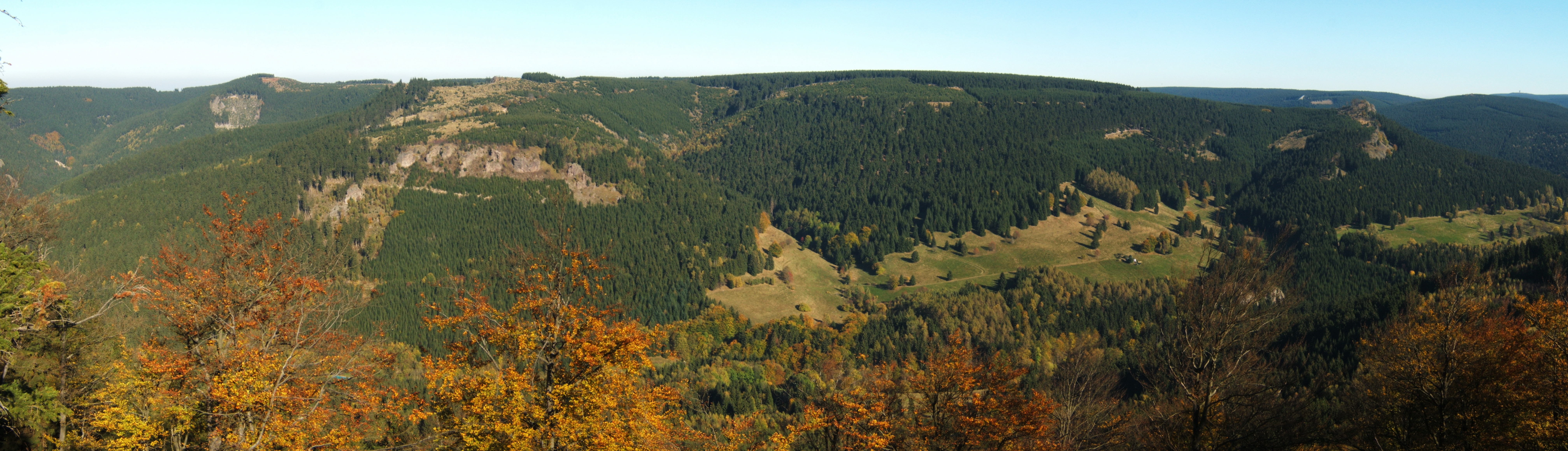
Blick auf Donnershauk, Hohe Möst, Kanzlersgrund, Hohen Stein, Gebrannten Stein und Schneekopf (v. l. n. r.)

  - Oberschönau (vom nördlichen Aussichtsfelsen)
- Osten
  - Donnershauk, Hohe Möst
  - Kanzlersgrund
  - Schanzenanlage Kanzlersgrund, Hoher Stein
  - Gebrannter Stein
  - Schneekopf
- Südosten
  - Ringberghaus und Adlersberg-Turm bei Suhl
- Von Süden bis Nordwesten
  - Gleichberge
  - Dolmar
  - Kreuzberg (Rhön)
  - Hutsberg und Neuberg
  - Hohe Geba
  - Heidelstein und Wasserkuppe
  - Diesburg und Leichelberg
  - Milseburg
  - Steinbach-Hallenberg
  - Baier, Dietrichsberg, Öchsenberg, Kaliberge
  - Altersbach und Rotterode